# 仙岳山街道
仙岳山街道，中华人民共和国湖南省株洲市醴陵市下属的一个街道，原为西山街道，因地处西山北麓而得名。

## 建制沿革
- 1985年，设置西山街道；
- 2005年，原转步乡的枫树塘村划入。

## 行政区划
西山街道下辖4个社区、9个村委会：
南门社区、碧山社区、书院社区、财源塔社区、江源村、河西村、碧山岭村、万宜村、石门口村、石成金村、五里墩村、滴水井村和枫树塘村。